# Януш Острозький
Януш Острозький (лит. Jonušas Ostrogiškis) (1554 — 1620) — руський (український) князь, магнат, військовий та державний діяч Речі Посполитої. Засновник «Острозького майорату (ординації)». 

## Життєпис

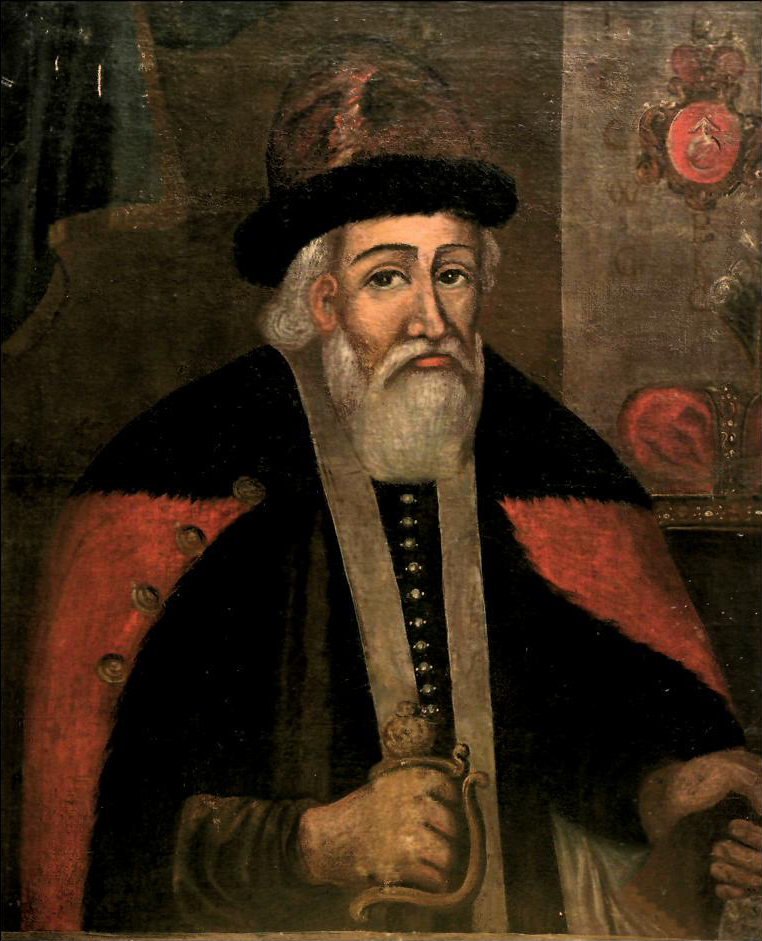
Портрет

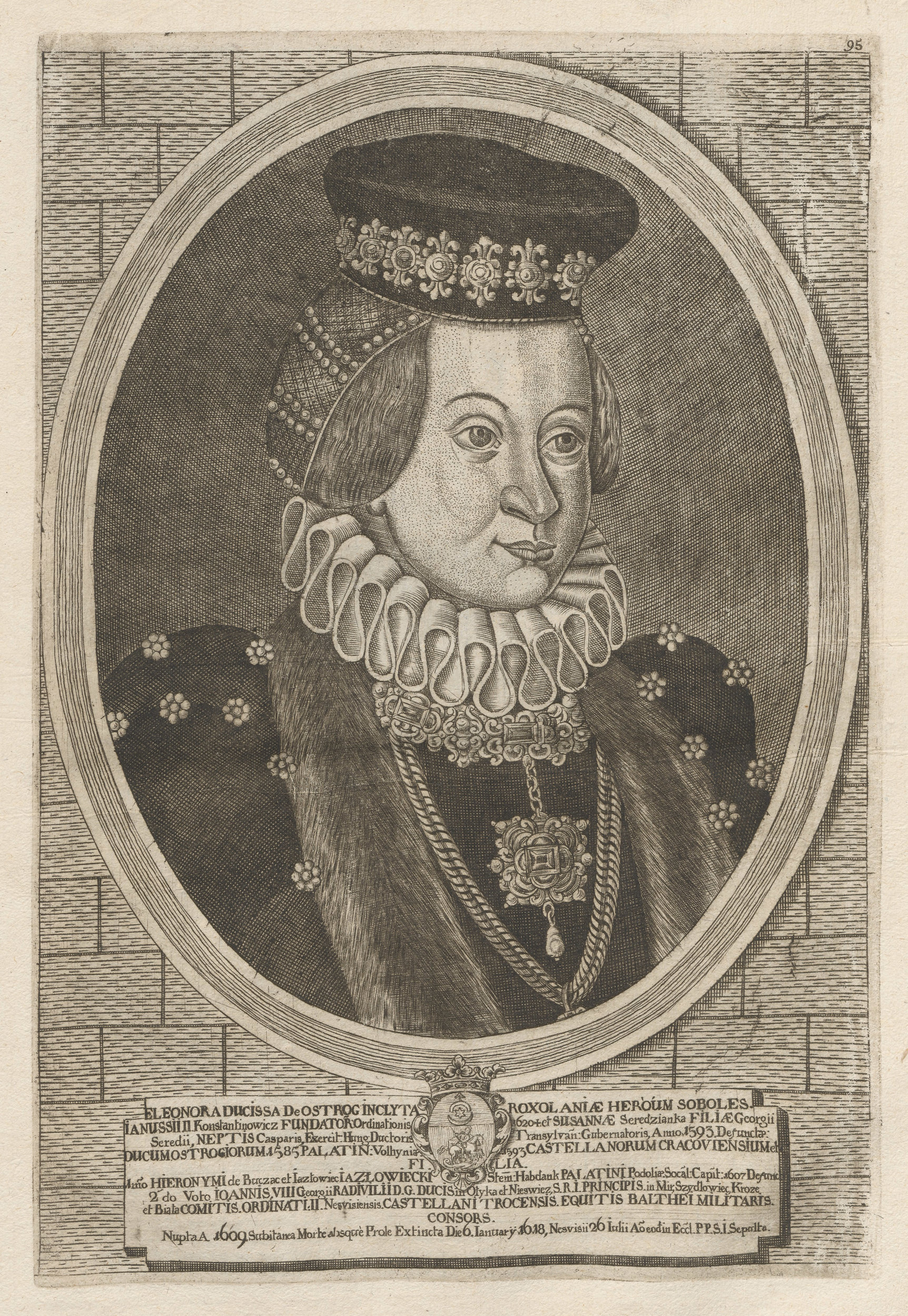
Елеонора Острозька

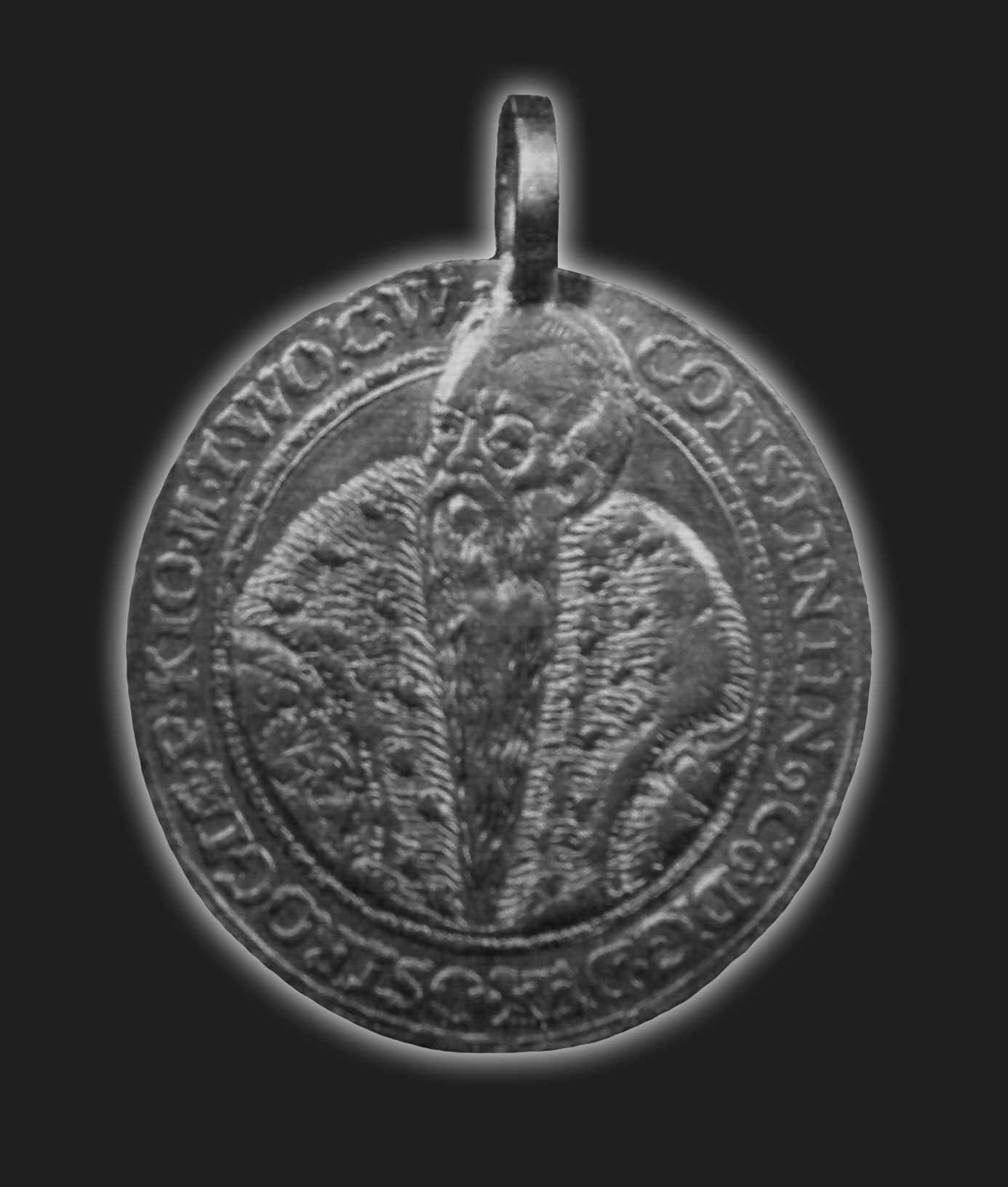
Медаль Василя Костянтина Острозького

Син князя Василя Костянтина Острозького та його дружини Софії з Тарновських гербу Леліва. Останній чоловік з великого роду князів Острозьких.
При народженні отримав хрестильне православне ім'я Іоанн, ім'я Януш отримав вже в юнацькому віці, після переходу в католицизм.
Освіту отримав вдома при дворі батька в Дубні (батько навчав військового мистецтва) та при дворі імператора Священної Римської імперії. У Відні Януш перебував протягом 1568—1573 років, тоді ж перейшов з православ'я до католицизму, але не втратив руської (української) ідентичності. В серпні 1573 року за дорученням батька їздив до Познані, звідки перевіз до Дубна двоюрідну сестру Гальшку Єлизавету. У лютому 1574 року з батьком брав участь у коронації Генріха Валуа. Тісно співпрацював з батьком під час безкоролів'я, представляв його на з'їзді «баторіян» в Єнджеєві (лютий 1576 р.).
У 1576 році, вперше після повернення з освітньої подорожі Західною Європою, Януш Острозький отримав свій перший уряд в Речі Посполитої — намісника київського воєводи (тоді київським воєводою був його батько, князь Василь-Костянтин Острозький).
У 1577 році за дорученням батька обороняв Дубно від облоги татар.
У 1579 році (може, й раніше) перейшов до католицизму (за іншими даними, перейшов до унії), що було причиною конфліктів з батьком, який, можливо, закрив його у в'язниці замку в Дубні. У молодому віці очолював княже військо для захисту міста від татар.
У 1584 році Януш Острозький отримав уряд волинського воєводи, що дозволило йому стати сенатором Речі Посполитої. Добре контактував з імператором Священної Римської імперії Рудольфом II Габсбургом. 30 квітня 1585 року отримав від нього листа з королівського замку в Празі. У ньому йшлося про те, що граф у Тарнові, воєвода волинський Януш князь Острозький продав імператору 4 коней чим той був дуже задоволений і вдячний. Доставив коней слуга князя Януша — Франциск з Парсберга.
У 1586 році під час обрання нового короля Речі Посполитої Януш Острозький підтримав австрійського ерцгерцога Максиміліана з династії Габсбургів, в той час, як його батько, князь Василь-Костянтин Острозький, підтримав шведського принца Сигізмунда з династії Ваза, якого і було обрано королем Речі Посполитої під ім'ям Сигізмунда III. Відсутність підтримки під час обрання однак не стала причиною ворожнечі молодого князя і нового короля, навпаки — Януш Острозький став надавати підтримку Сигізмунду III, за що у 1593 році отримав уряд краківського каштеляна, який робив його першим сенатором Речі Посполитої.
У 1590 році Януш Острозький купив у Вишневецького Олександра начебто «куплений» маєток Криштофа Косинського, що розташовувався на Київщині. Це призвело до конфлікту з Криштофом Косинським і козацтвом — наприкінці грудня 1591 року самопроголошений гетьман Криштоф Косинський на чолі запорозьких козаків і частини реєстрових здійснив несподіваний напад на білоцерківську фортецю, резиденцією білоцерківського старости, князя Януша Острозького. Місто було захоплене, але повсталі козаки князя Януша Острозького в Білій Церкві не застали, але вчинили кривду білоцерківському підстарості, руському князю Дмитру Васильовичу Курцевичу-Булизі. Напавши на дім князя Курцевича-Булиги, козаки Косинського не просто пограбували його, а забрали скриньку з грошима, клейнодами й листами; серед останніх були особливі бланки для вписування наказів, довірені князю Дмитру Васильовичу Курцевичу-Булизі білоцерківським старостою князем Янушем Острозьким, а також деякі жалувані грамоти і привілеї князям Острозьким на староства, маєтності і ґрунти. Так почалося Повстання Косинського, в придушенні якого князь Януш Острозький брав одну з провідних ролей, адже зачіпалася його честь, як урядника на Білоцерківщині, тим паче, що повстанці захопили артилерію, боєприпаси та спалили архів білоцерківського старости, було пограбовано і дім самого Івана-Януша Острозького у Білій Церкві. Наприкінці 1591 року Іван-Януш Острозький збирав шляхетські загони в Галичині та найманців в угорських землях для придушення козацького повстання. Вирішальна битва відбулася під містечком П'ятка, яке належало Янушу Острозькому ще з 1585 року, коли він отримав його і ще 45 сіл на Київщині, як дарунок від батька з нагоди весілля з Сюзанною Середи. У вирішальній битві під П'яткою, яка сталася 1-2 лютого 1593 року, князь Януш Острозький відіграв ключову роль — він підійшов на допомогу війську, яке очолював князь Олександр Вишневецький, який не міг взяти штурмом козацький табір, що рушив з містечка П'ятки вранці 2 лютого, і навіть почав відступати під натиском козаків. В момент відступу війська Олександра Вишневецького з'явився Януш Острозький, який на чолі кінних хоругов прорвав козацькі лави і увірвався до табору повстанців — військо Криштофа Косинського почало безладний відступ до містечка П'ятки, де 10 лютого капітулювало перед князем Василем-Костянтином Острозьким.
Януш Острозький високо цінував цю перемогу, тому замовив у Троїцькому межирицькому монастирі виготовлення і встановлення мармурової таблички, присвяченої перемозі в битві під П'яткою. Придворний поет князя Костянтина-Василя Острозького, Симон Пекалід, в тому ж 1593 році присвятив цій перемозі латиномовну поему «De bello Ostrogiano…», яка була опублікована в 1600 році. В поемі поруч з старим князем Острозьким однією з центральних фігур є Іван-Януш. 25 лютого 1593 року князь Іван-Януш Острозький отримав за перемогу під П'яткою уряд краківського каштеляна (найвищу світську посаду в Речі Посполитій) від короля Сигізмунда III. Ця подія неабияк посилила вплив роду Острозьких, яких і так називали некоронованими королями Русі. Призначення руського князя на посаду краківського каштеляна викликало невдоволення краківської шляхти, яка відмовилась бути присутньою на урочистому в'їзді Януша Острозького до Кракова 6 квітня 1593 року. Урочисто зустрічали нового каштеляна вітали лише урядовці та краківське духівництво з представниками двору кардинала Єжи Радзивіла.
Власник сотні міст та замків, тисяч сіл на Волині, з 1593 року каштелян краківський, з щирої монаршої і сеймової ласки отримав саме чорноземне серце України — староства Білоцерківське, Богуславське, Брацлавське, Черкаське, Корсунське і Переяславське. Став найпотужнішим паном в Речі Посполитій (до Вишневецьких).
Відомо, що 5 квітня 1603 року, краківському каштеляну Янушу кн. Острозькому написав листа папа римський Климент VIII. У ньому він вихваляв князя за проявлені ним старання й турботу до новоствореної Руської Унійної Церкви.

Як і батько, Януш Острозький критично ставився до авантюри по завоюванню московського престолу для Лжедмитрія, в 1604 році заперечував плани його підтримки. З відома батька Януш Острозький в 1604 році з кількатисячним загоном слідував по землі Київського воєводства за військом Лжедмитра до самого кордону з Московським царством. Особисто був знайомий з Лжедмитром, про що писав королю Сигізмунду III у листі 
Я знаю Димитрія вже декілька років, так як він пробавлявся досить довго в монастирі мого батька в Дермані, потім він пішов звідти і схилився до анабаптистів, виконуючи їх відправу. З того часу я втратив його з поля зору
29 серпня 1605 року отримав листа від батька кн. Василя-Костянтина, який повідомляв у ньому про свою хворобу та втечу якогось слуги. Князь двічі уживав у листі звернення до сина — «мій наймиліший». У підписі листа — «…наймилішому синові моєму», та в заголовку самого листа — «мій наймиліший пане краківський».
На сеймі 1605 року князь Януш Острозький підтримав на посаді архімандрита Києво-Печерського монастиря кандидатуру клієнта свого батька — Єлисея Плетенецького. Це викликало невдоволення короля Речі Посполитої Сигізмунда III, який підтримував іншу кандидатуру — Іпатія Потія. В листі до Папи Римського нунцій Клаудіо Рангоні, який близько спілкувався з Янушем Острозьким, пояснював позицію князя тим, що підтримка кандидатури Плетнецького була засвідчена на сеймі в знак дотримання привілеїв київської шляхти, адже Києво Печерський архімандрит обирався за участь київської православної шляхти.
Під час рокошу Миколая Зебжидовського став на сторону короля в битві під Гузовим. Вів перемовини з рокошанами, одним з посередників на яких був Януш Радзивілл. Під час рокошу 1606—1608 років послідовно відстоював інтереси православної шляхти і духовенства як перед рокашанами, так і перед королівським двором. Як наслідок у 1608 році віленське православне братство присвятило князю Янушу Острозькому полемічний твір «Антиграфи». Окремими рокошанами князь Януш Острозький розглядався навіть, як кандидат на трон в разі скинення Сигізмунда III, сам же Януш Острозький був більш скромним у бажаннях і обмежував їх булавою коронного гетьмана (головнокомандувач коронного війська Речі Посполитої).
У 1609 році для захисту кордонів держави і своїх володінь заснував Острозьку ординацію, столицею якої згодом стало Дубне. У Дубенському замку постійно тримав до 300 воїнів. Оберігав скарби дідів-прадідів, серед яких особливо дорожив золотою медаллю з зображенням свого батька, яку завжди, як оберіг, брав з собою в походи. Православ'ю у своїх володіннях не перешкоджав.

В тому ж 1609 році князь Януш Острозький став хрещеним батьком сина короля Речі Посполитої Сигізмунда III — Яна Казимира, майбутнього короля Речі Посполитої. Тоді ж князь Януш погодився на прохання короля надати 1 тисячу вояків для воєнного походу на Московське царство. В серпні 1609 року король Сигізмунд III надіслав князю Янушу Острозькому листа з вимогою упокорити козацтво («загамувати козацьке своєвільство по Українї, аби не збирало ся до купи і не нарушало договорів з сусїднїми державами»), але отримав дипломатичну відмову — князь посилався на нездатність до виконання цього 
Тепер іменем вашої королівської милости по Українї корогви носять і ріжні люде називають себе слугами ваш. кор. милости, хоч то і не правда; і я бачу, що під такою управою не тільки я, але й сильнїйший від мене не потрапить вгамувати сього.
Волинському воєводі Янушу кн. Острозькому, було присвячено панегірик, у Кракові, в Бурсі Єрусалимській, автор якої ймовірно був одним зі студентів цього навчального закладу. Приводом для її написання, стало здобуття й повернення Смоленська 13 червня 1611 року, військами короля Зиґмунда III Вази (місто перебувало під москвою після його здачі ще в 1514 році).
Після смерті князя Василя-Костянтина Острозького князь Януш продовжив підтримувати Острозьку друкарню, в якій в 1612 році вийшли друком Часослов із Місяцесловом, в яких була окремо вміщена присвята князю Янушу Острозькому.
За його заповітом було створено командорство Мальтійського ордену у Польщі.
Помер 12 (або 13) вересня 1620 р., був похований 3 листопада. Поховальну промову на церемонії виголосив краківський канонік Якуб Островскі. У костелі в Тарнові встановлено йому надгробок з епітафією.
Після смерті Януша Острозького, останнього представника князівського роду по чоловічій лінії і віддання заміж дочок змусило Анну Костку — вдову князя Олександра — брата Януша Острозького, до поділу маєтків. Найстарша дочка Софія — дружина тогочасного коронного підчашого (став воєводою краківським) Станіслава Любомирського (1583—1649) — одержала в спадщину Полонне.

## Уряди
Волинський воєвода (1584–1593), краківський каштелян («номінація» 25 лютого 1593-1620; завдяки прихильності католицьких кіл), білоцерківський, богуславський, черкаський, корсунський, канівський, переяславський (1594–1620) та володимирський староста (1604–1620).

## Шлюби, діти
Перша дружина — Сузанна Середі «Середзянка» (Зузанна Шередій) — донька Дьйордя Середі, внучка угорського гетьмана Каспера Середі. Діти:
- Елеонора — дружина спершу Героніма Язловецького, згодом Яна Єжи Радзивілла
- Єфросинія — дружина князя Олександра Заславського.[31]

Друга дружина — Катажина з Любомирських.
Третя дружина — Теофіла з Тарлів. Син від третьої дружини Януш Володимир помер малолітнім.

## Маєтності
Був власником, зокрема, Богуслава, Дубна, Василіва, Обухова. Надалі, після смерті князя Януша і згасання роду Острозьких, величезні маєтності Острозьких перейшли до князів Заславських, згодом — до князів Сангушків та інших шляхетських родів.

## Будівництво, фундуші

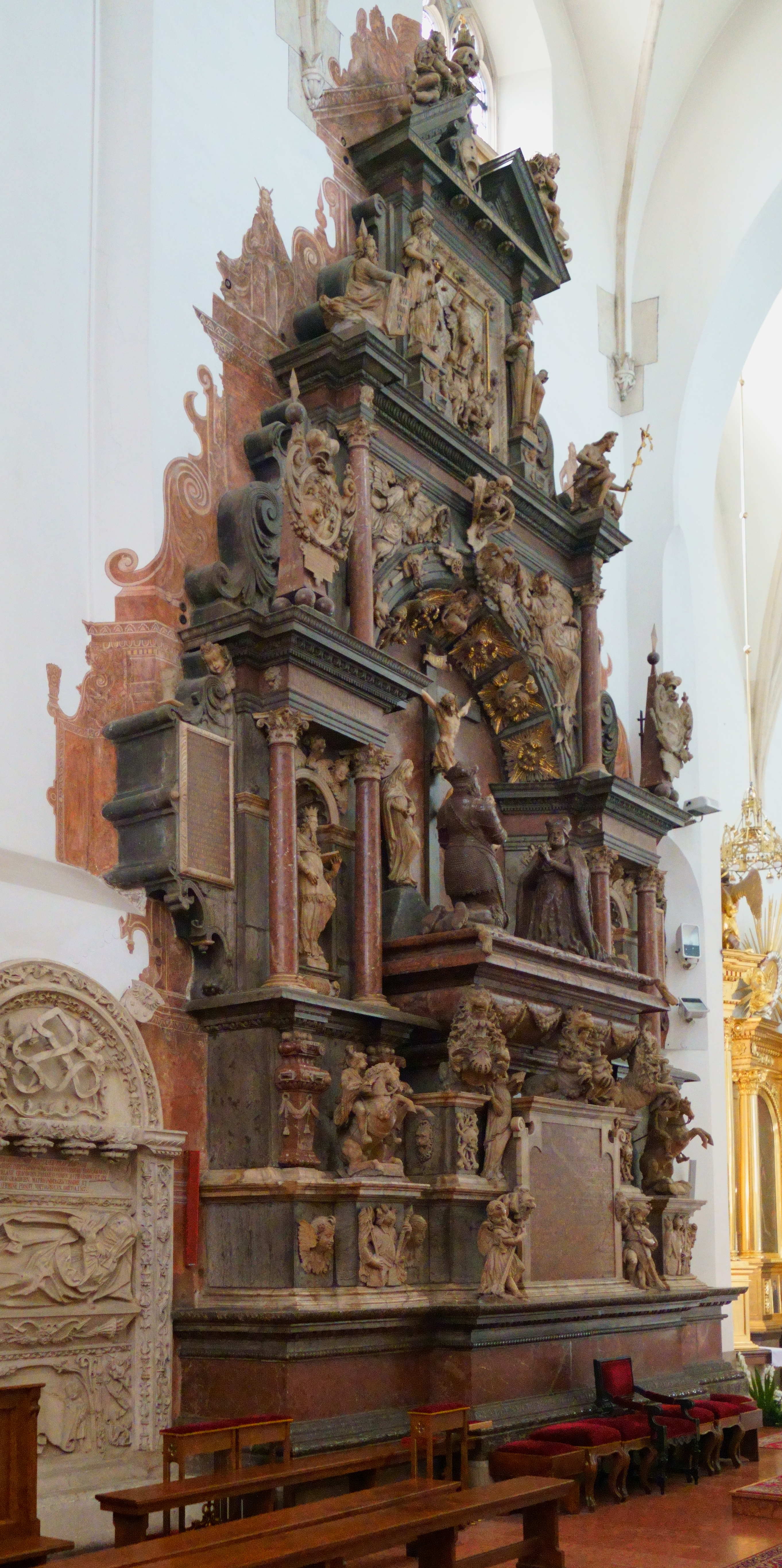
Надгробок Острозьких у катедрі м. Тарнів

- Зміцнення Дубенського замку бастіонами, глибоким ровом, підвісним мостом (початок XVII ст.);
- Костел святої Анни (завершено в 1607 р.; Полонне);
- Костел Матері Божої Громничої та домініканський монастир у Старокостянтинові;
- Монастир францисканців у Межирічі;
- Костел Непорочного Зачаття Пресвятої Діви Марії та монастир бернардинів, Дубно;
- Костели (Степань, Деражня, Бережниця);
- колегіата (Тарнів), в якій оплатив надгробок роботи Яна Пфістера для себе та першої дружини;
- заснування міст на Кухмістрівщині (зокрема, Василів, Обухів).

## Вшанування пам'яті
У місті Тетіїв є вулиця Януша Острозького.